# João Roby
Se procura o navio da Armada Portuguesa, veja NRP João Roby (F487).
João Borges de Faria Machado Pinto Roby de Miranda Pereira (Braga, 30 de Dezembro de 1875 — Umpungo, 25 de Setembro de 1904), mais conhecido por João Roby, foi um oficial da Armada Portuguesa que foi morto em combate no sul de Angola, durante uma das campanhas de pacificação contra os povos kuanyama (cuanhamas) da região do Cunene. 

## Biografia
Nasceu no seio de uma família da aristocracia bracarense, do Solar de Ínfias, primogénito de sete irmãos. Depois de frequentar o Liceu de Braga, concluiu o ensino secundário, com excelente aproveitamento, no Colégio de Nossa Senhora da Glória, na cidade do Porto.
Tendo demonstrado desde muito cedo a vontade de fazer carreira militar na Armada Portuguesa, matriculou-se na Escola Politécnica de Lisboa, onde concluiu os estudos preparatórios para ingresso na Escola Naval. Foi admitido naquela escola a 7 de Novembro de 1890, com apenas 14 anos de idade, como aspirante a oficial de 2.ª classe.
Concluiu o curso da Escola Naval e a 3 de Novembro de 1894 foi promovido a aspirante de Marinha de 1ª classe, ingressando no serviço activo. Desde cedo se ofereceu como voluntário para colocação no serviço ultramarino, obtendo em 1895, como guarda-marinha, uma comissão de serviço na lancha-canhoneira Lacerda, na Esquadrilha de Lanchas estacionada em Lourenço Marques.
Durante a sua permanência em Moçambique, logo em 1896, participou na Guerra dos Namarrais como subalterno da companhia de desembarque de Marinha de Guerra, tomando parte, sob o comando de João de Azevedo Coutinho, na coluna de ataque que suportou o combate de Mugenga.
Em 1898 foi nomeado Chefe do Estado-Maior da Esquadrilha Fluvial que apoiou a coluna da Marinha que tomou Maganja da Costa e exerceu interinamente o cargo de intendente do Governo e de agente consular português na região do Lago Niassa, numa altura em que a soberania portuguesa era ali disputada.
Em 1899 regressou a Portugal, sendo colocado como instrutor na Escola de Alunos Marinheiros do Porto, funções que exerceu durante 21 meses, até 1901, ano em que foi nomeado capitão dos portos de São Tomé e Príncipe. Contudo, ainda nesse ano de 1901 foi transferido para Moçambique, onde participou nas Campanhas do Angoche, nas quais se houve de forma brilhante. Permaneceu em Moçambique até 1904, atingindo as condições que lhe permitiriam a promoção a primeiro-tenente. Partiu então no vapor Zaire, com destino a Lisboa.
Quando o Zaire escalava Luanda soube que se preparava uma expedição ao sul daquele território destinada a submeter os povos cuanhamas, que na região do baixo Cunene, na fronteira com a então colónia do Sudoeste Africano Alemão, não aceitavam a soberania portuguesa. Solicitou a sua integração na expedição, o que obtida a concordância do capitão João Maria de Aguiar, governador do distrito de huíla e comandante da força, solicitou autorização superior, que inicialmente foi recusada. Depois de várias insistências, o general Manuel Rafael Gorjão Henriques, então Ministro da Marinha e Ultramar, acaba por autorizar.
Parte então para Moçâmedes, onde se integrou na expedição que em coluna se dirigiu para o interior. Na noite de 19 para 20 de Setembro,  a coluna atravessou o Cunene, acampando em território dos kuanyama. Aí, nos dias seguintes a força foi organizada em destacamentos destinados a ocupar os principais pontos estratégicos do território. João Roby integrou um destacamento de 499 homens, comandado pelo capitão de artilharia Luís Pinto de Almeida, que seguiu para Umpungo.
No dia 25 de Setembro, após um andamento penoso, o destacamento aproximou-se de Umpungo, mas numa clareira rodeada de colinas nas cercanias daquela localidade foi vítima de uma emboscada. Perante o ataque, o destacamento formou o clássico quadrado defensivo, mas, ao contrário do esperado, a força local estava abundantemente provida de meios de ataque, a que se juntavam as vantagens do conhecimento do terreno e uma disposição privilegiada das tropas. Quando uma das faces do quadrado esgotou as munições, esse lado foi alcançado, forçando uma luta à baioneta, na qual as forças portuguesas foram rapidamente vencidas. Decide-se então a retirada, mas dificuldades em se fazer cumprir a ordem geraram o pânico, a que se seguiu a debandada dos portugueses.
Quando os kuanyama se aperceberam da retirada portuguesa, redobraram o ataque com zagaias, seguindo-se uma verdadeira chacina: dos 499 homens que integravam o destacamento, 254 são dados por mortos ou desaparecidos em combate, entre os quais 16 oficiais. Neste desastre, que ficou conhecido pela batalha do vau do Pembe, João Roby e os seus marinheiros distinguiram-se pela sua coragem e disciplina, resistindo enquanto puderam.
João Roby morreu de espada na mão, enfrentando um grupo de guerreiros armados com zagaias. Ninguém conseguiu reconhecer os seus restos mortais. Aos 28 anos de idade terminava ali a sua carreira.
Apesar da sua juventude e de ainda não ter sido promovido a primeiro-tenente, João Roby já detinha diversas condecorações, destacando-se as Medalhas de Prata da Rainha D. Amélia comemorativas das diferentes operações em que participara em Moçambique e os graus de cavaleiro e oficial da Ordem da Torre e Espada, ganhos por distinção em combate.
Tragicamente, o seu irmão Sebastião Roby, capitão do Exército Português, viria a morrer em combate na mesma região uma década depois (1915). A figura dos Irmãos Roby viria a ser bastamente utilizada ao longo do século XX como exemplo de heroísmo e amor à pátria na gesta colonial. Múltiplas localidades os incluíram na sua toponímia, existindo diversos monumentos em sua honra. Em 1973 a Marinha de Guerra Portuguesa escolheu João Roby para patrono do NRP João Roby, uma corveta desde 1975 no efectivo da Armada.